# انگشت اشاره

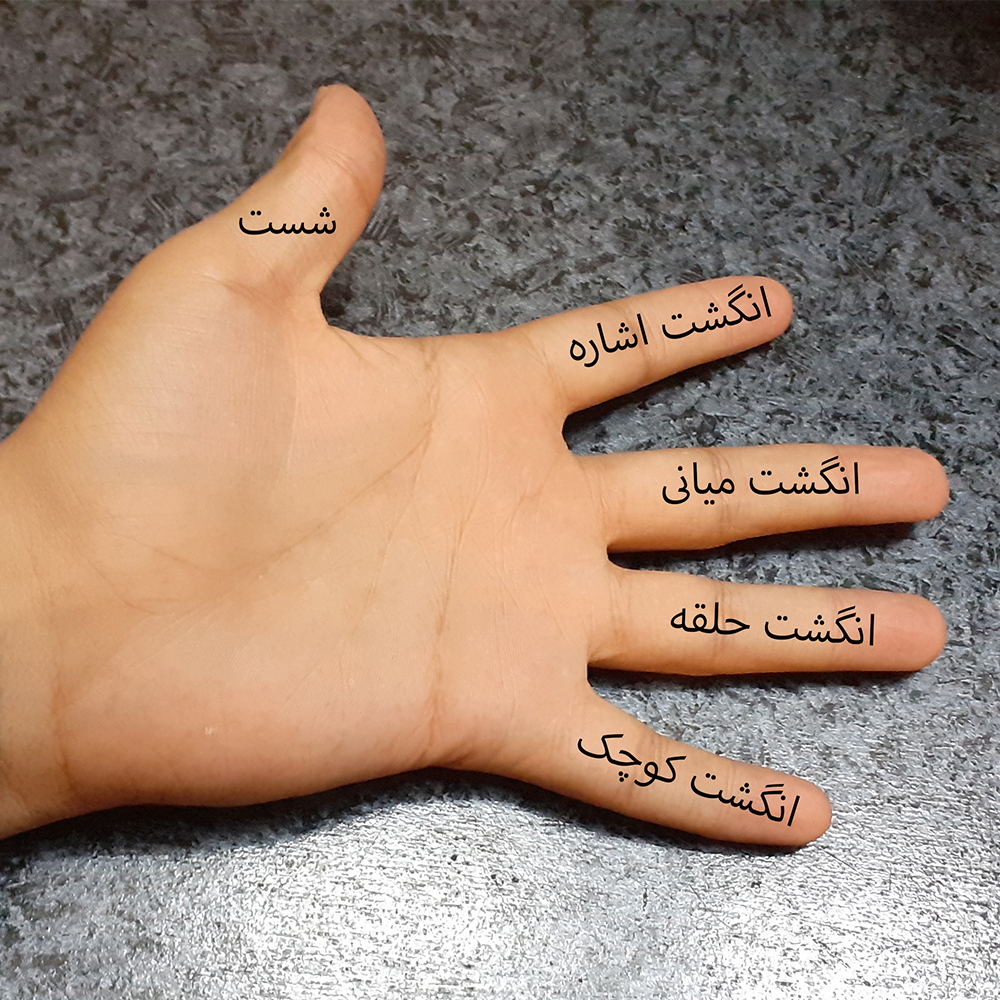
انگشتان دست

انگشت اشاره یا سبابه، نام انگشت دوم دست بعد از شست است که در انسان شامل یک انگشت در هر دست می‌شود «در مجموع ۲ انگشت». به‌طور عرفی این انگشت معمولاً برای اشاره به اشیاء و ثبت اثر انگشت است. به دلیل تراکم گیرنده‌های حسی در نوک این انگشت، سطح کف دستی نوک انگشت اشاره دارای حس لامسه بسیار قوی است. نام دیگر انگشت اشاره، انگشت سَبّابه است. در عربی سَبّ به‌معنی دشنام است و سبابه یعنی دشنام‌گویی و در میان عرب‌ها رسم بود که چون کسی را دشنام می‌دادند با این انگشت به سوی او اشاره می‌کردند.
انگشتان دست به جز انگشت شست دارای سه استخوان مجزا هستند که بین آنها مفصل وجود دارد و در انتهای آنها ناخن قرار دارد.

## انگشت کردن در بینی

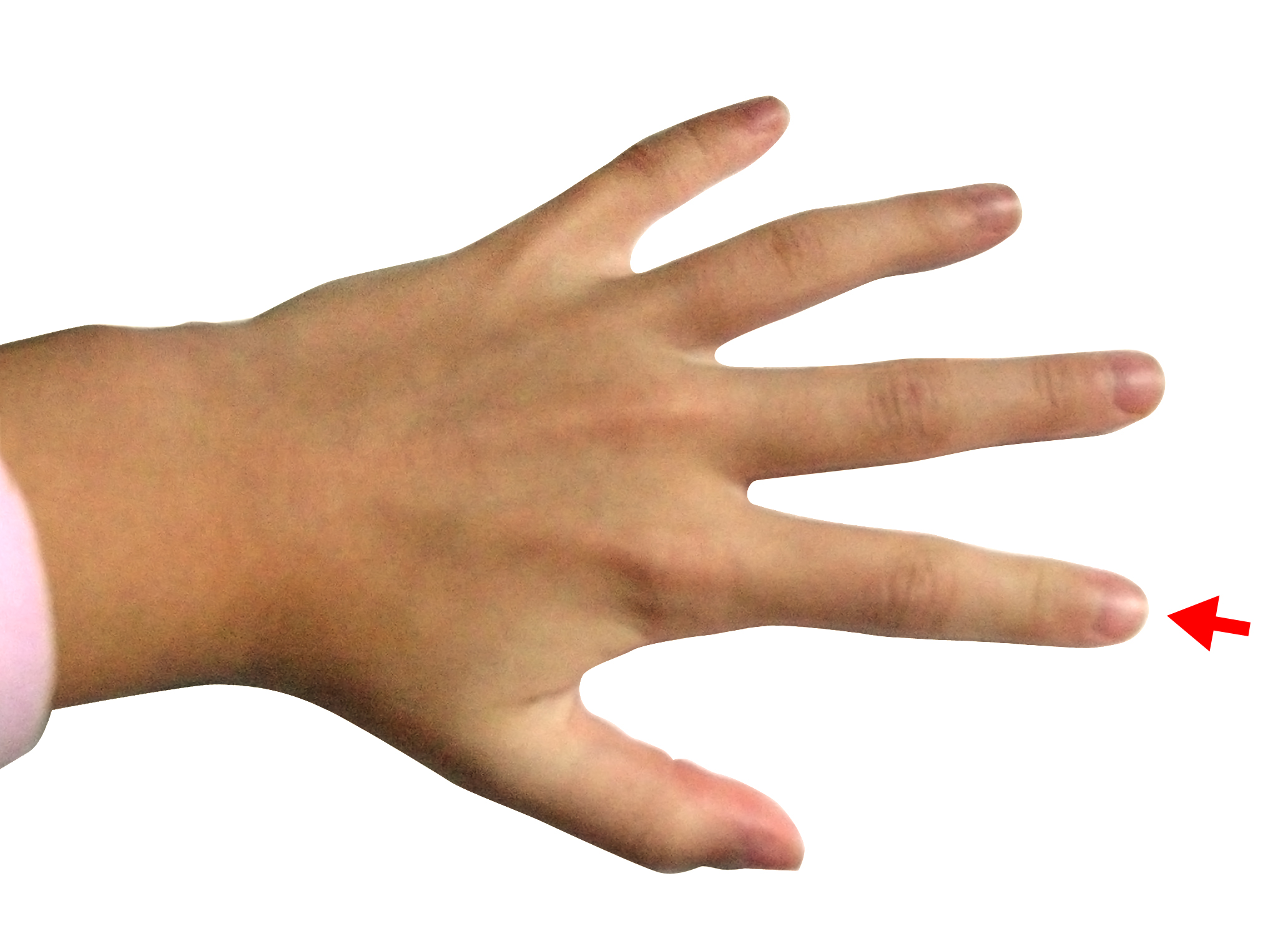
دست - انگشت اشاره

انگشت در بینی کردن خارج کردن مخاط درونی بینی یا اجرام خارجی از بینی به‌وسیلهٔ نوک انگشت دست است. این عمل، یک عادت معمول است که درصورت خیلی شدید شدن نیاز به درمان دارد. معمولاً این کار با انگشت اشاره انجام می‌شود.

## دودیسی جنسی
در انسان نسبت اندازه انگشت حلقه و اشاره یک دودیسی جنسی است: به‌طور کلی و میانگین، در مردان؛ انگشت اشاره کوچکتر از انگشت حلقه است و در زنان؛ انگشت اشاره بزرگتر از انگشت حلقه است.